# Zgorzelec Nadleśnictwo
Zgorzelec Nadleśnictwo – zlikwidowana stacja kolejowa (później przystanek osobowy i ładownia publiczna) w Węglińcu; w województwie dolnośląskim, w Polsce. Otwarta w 1913, zamknięta w latach 50. XX wieku, zlikwidowana w 1974 roku.